# Иван Белчев
Вижте пояснителната страница за други личности с името Белчев.
Иван Белчев е български революционер, малешевски войвода на Вътрешната македоно-одринска революционна организация.

## Биография
Белчев е роден в 1867 година в малешевското село Русиново, тогава в Османската империя. Влиза във ВМОРО и става селски войвода. Влиза в четата на Ефрем Чучков през 1906 година. Участва в сражението, в което загива Даме Груев.
Участва в Балканската война като доброволец в Македоно-одринското опълчение и служи в четата на Дончо Златков и в 13 кукушка дружина. Носител е на бронзов медал.
След Първата световна война е сред първите дейци, участващи във възстановяването на ВМРО. През пролетта на 1920 година оглавява чета, която действа в Струмишко срещу сръбските власти и едновременно с това се занимава с контрабанда.
Убит е в 1921 година от сръбските власти.